# 金雀花
金雀花（学名：Cytisus scoparius），又名金雀儿，为豆科金雀儿属下的一种多年生落叶灌木，原产于欧洲中部和西部。它是金雀花王朝的象征:9:1。作为一种的园艺植物，金雀花被引入了世界各地，但因为它适应性太强而在北美洲等地成为了入侵物种。

## 特征

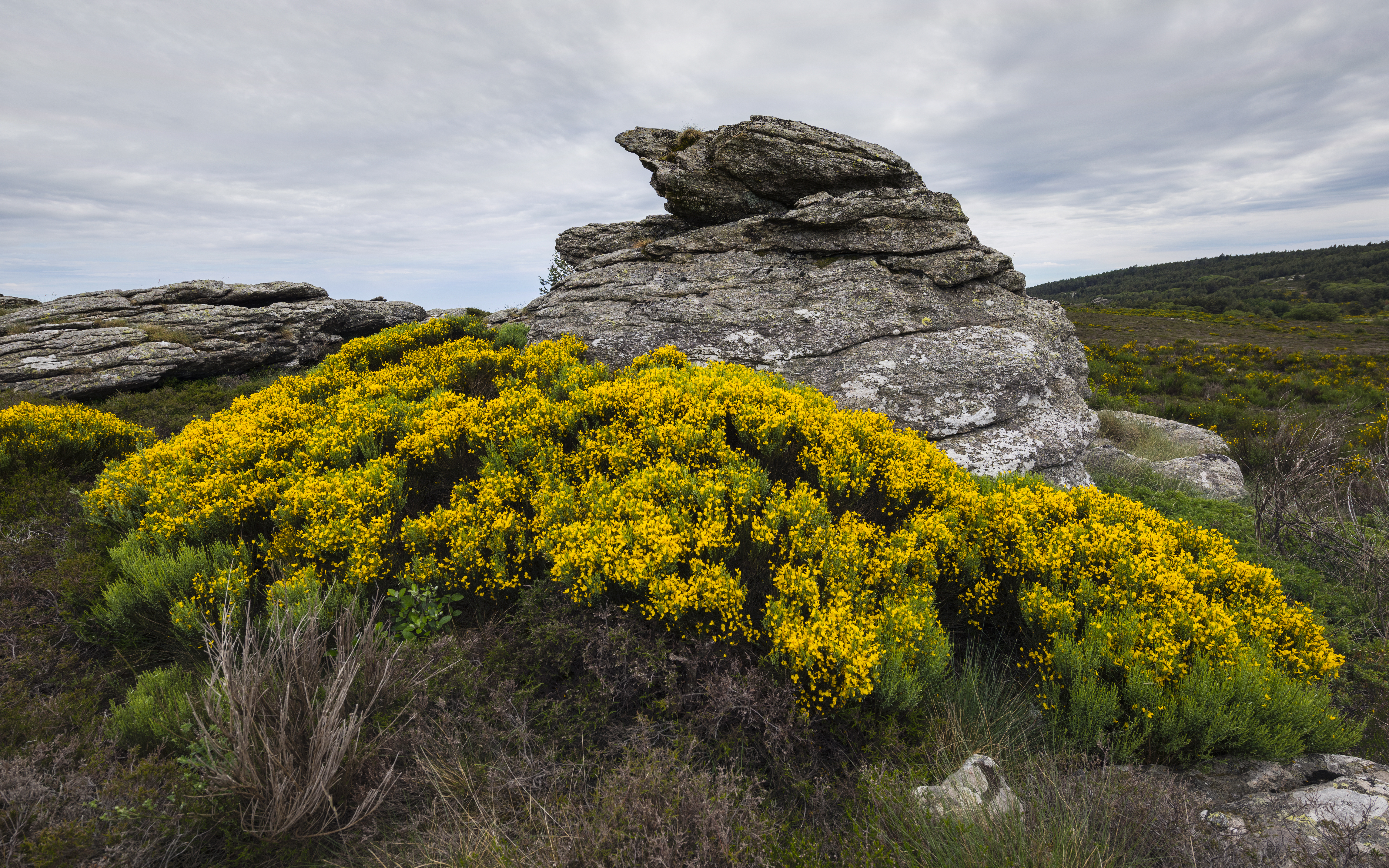
一丛金雀花

高1—3米（3.3—9.8英尺），最高不超过4米（13英尺），主茎粗5 cm（2.0英寸），最粗不超过10 cm（3.9英寸）。叶互生，三出复叶，呈倒卵形，叶底密被白色柔毛。春夏开黄色的蝶形花，雄蕊共10个。结扁平荚果，荚果不开裂。其种子和幼苗容易遭霜害，但成株适应性很强，遭低温伤害的枝叶很快就能恢复。全草含鹰爪豆碱和金雀花碱。

## 扩展阅读
- 維基物種上的相關：金雀儿